# 民族解放阵线 (希腊)
民族解放阵线（希臘語：Εθνικό Απελευθερωτικό Μέτωπο，羅馬化：Ethniko Apeleftherotiko Metopo，缩写为EAM）是轴心国占领希腊时期希腊抵抗运动中的主要组织，领导者为希腊共产党，还有其他左翼力量（包括希腊社会党、希腊农业党和人民民主联盟）参加。1941年9月，民族解放阵线成立。1942年12月，该组织领导的游击队组成希腊人民解放军。1944年末，希腊全国基本解放，该组织的实力达到巅峰，控制希腊大部分地区。不久，希腊陷入内战。1946年，在希腊共产党的建议下，民族解放阵线解散。